# Peter Ziegler
Peter Alfred Ziegler (Winterthur, 2 november 1928 - Binningen, 19 juli 2013) was een Zwitsers exploratie-geoloog, die belangrijk werk verzette bij het in kaart brengen van de ondergrond van Noord-Europa en Noord-Amerika en betrokken was bij de vondst en exploratie van diverse olie- en gasvelden in deze gebieden.
Ziegler promoveerde in 1955 aan de ETHZ in Zürich, bij Rudolf Trümpy. Daarna deed hij geologisch onderzoek in onder andere Israël, Madagaskar en Algerije. Vanaf 1958 werkte Ziegler voor Shell, dat hem naar Canada uitzond. In Canada was Ziegler betrokken bij de vondst en exploratie van diverse gasvelden. De enorme geologische database van Shell, waar Ziegler mee werkte, werd in die tijd vrijwel geheel geheimgehouden om concurrerende oliebedrijven voor te blijven. In 1970 werd hij overgeplaatst naar Den Haag, waar hij de leiding kreeg over de activiteiten in de Noordzee. Hij overzag in die functie onder andere de exploratie van het enorme Troll-gasveld voor de kust van Zuid-Noorwegen.
Ziegler zag het wederzijdse voordeel in van het delen van informatie met geologische onderzoekers aan universiteiten. Door het bundelen van de informatie van de olie-industrie en uit het universitair onderzoek was Ziegler in staat de sedimentologische en tektonische geschiedenis van Noord-Europa in kaart te brengen met een veel grotere nauwkeurigheid dan eerder gedaan was. Hij stelde nauwkeurigere modellen op hoe tektonische bewegingen middenin tektonische platen (in plaats van aan de randen) de sedimentatiesnelheid beïnvloeden. Hieruit zijn veel nieuwe tektonische modellen voortgekomen die het inzicht in de ondergrond blijvend hebben veranderd. Ziegler publiceerde zijn paleogeografische reconstructies in een geologische atlas. Hij bleef tot zijn pensioen in 1988 bij Shell werken en was buitengewoon hoogleraar aan de Vrije Universiteit Amsterdam, de Universität Basel en de Staatsuniversiteit van Moskou.
- Bibliothèque nationale de France: cb122914391 (data)
- Gemeinsame Normdatei: 143301551
- International Standard Name Identifier: 0000 0001 1621 2102
- Library of Congress Control Number: n82125733
- Nationale Bibliotheek van Tsjechië: xx0252924
- Nationale Bibliotheek van Israël: 987007460012405171
- Nederlandse Thesaurus van Auteursnamen: 069785147
- Système universitaire de documentation: 031758797
- Virtual International Authority File: 36981390
- WorldCat: E39PBJrGBh8FHCf3YWc7GjMdcP